# Бокс на Європейських іграх 2015
На Європейських іграх 2015 у Баку матчі в 15 вагових категоріях (10 чоловічих та 5 жіночих) по боксу проходили з 16 по 27 червня 2015 і були першими з двох кваліфікаційних змагань до чемпіонату світу 2015.
Україну представляли 10 чоловіків (Дмитро Замотаєв, Ігор Сопінський, Юрій Шестак, Тімур Беляк, Віктор Петров, Ярослав Самофалов, Владислав Войталюк, Олександр Хижняк, Геворг Манукян і Владислав Сіренко) та 2 жінки (Тетяна Коб і Катерина Шамбір).

## Медалісти

### Чоловіки
| Дисципліна | Золото                             | Срібло                         | Бронза                                                  |
| ---------- | ---------------------------------- | ------------------------------ | ------------------------------------------------------- |
| 49 кг      | Батор Сагалуєв · Росія             | Брендан Ірвін · Ірландія       | Мухаммед Унлю · ТуреччинаДмитро Замотаєв · Україна      |
| 52 кг      | Ельвін Мамішзаде · Азербайджан     | Вінченцо Пікарді · Італія      | Хамза Тоуба · НімеччинаВільям Танко · Словаччина        |
| 56 кг      | Бахтовар Назіров · Росія           | Дмитро Асанов · Білорусь       | Тайфур Алієв · АзербайджанКайс Ашфак · Велика Британія  |
| 60 кг      | Альберт Селімов · Азербайджан      | Соф'ян Уміа · Франція          | Шон Маккомб · ІрландіяМатеуш Польський · Польща         |
| 64 кг      | Лоренсо Сотомайор · Азербайджан    | Вінченцо Манджакапре · Італія  | Віктор Петров · УкраїнаКастріот Сопа · Німеччина        |
| 69 кг      | Парвіз Багіров · Азербайджан       | Олександр Беспутін · Росія     | Джош Келлі · Велика БританіяЯрослав Самофалов · Україна |
| 75 кг      | Майкл О'Рейлі · Ірландія           | Хайбула Мусалов · Азербайджан  | Максим Коптяков · РосіяЗолтан Харча · Угорщина          |
| 81 кг      | Теймур Мамедов · Азербайджан       | Валентіно Манфредонія · Італія | Павло Силягін · РосіяОлександр Хижняк · Україна         |
| 91 кг      | Абдулкадир Абдуллаєв · Азербайджан | Геворг Манукян · Україна       | Садам Магомедов · РосіяЙосип Філіпі · Хорватія          |
| 91+ кг     | Джозеф Джойс · Велика Британія     | Гасан Гімбатов · Росія         | Тоні Йока · ФранціяМагомедрасул Маджидов · Азербайджан  |

### Жінки
| Дисципліна | Золото                         | Срібло                      | Бронза                                                  |
| ---------- | ------------------------------ | --------------------------- | ------------------------------------------------------- |
| 51 кг      | Нікола Адамс · Велика Британія | Сандра Драбік · Польща      | Еліф Коскун · ТуреччинаСаяна Сагатаєва · Росія          |
| 54 кг      | Олена Савельєва · Росія        | Марція Давиде · Італія      | Анна Алімарданова · АзербайджанАзізе Німані · Німеччина |
| 60 кг      | Кеті Тейлор · Ірландія         | Естель Мосселі · Франція    | Яна Алексєєвна · АзербайджанТашина Бугар · Німеччина    |
| 64 кг      | Анастасія Бєлякова · Росія     | Валентина Альберті · Італія | Сенді Раян · Велика БританіяАнета Ригельска · Польща    |
| 75 кг      | Нушка Фонтейн · Нідерланди     | Анна Лорелл · Швеція        | Сара Шойрих · НімеччинаЛідія Фідура · Польща            |

## Медальний залік
| Медальний залік |                 |        |        |        |       |
| Місце           | Держава         | Золото | Срібло | Бронза | Разом |
| 1               | Азербайджан     | 6      | 1      | 4      | 11    |
| 2               | Росія           | 4      | 2      | 4      | 10    |
| 3               | Ірландія        | 2      | 1      | 1      | 4     |
| 4               | Велика Британія | 2      | 0      | 3      | 5     |
| 5               | Нідерланди      | 1      | 0      | 0      | 1     |
| 6               | Італія          | 0      | 5      | 0      | 5     |
| 7               | Франція         | 0      | 2      | 1      | 3     |
| 8               | Україна         | 0      | 1      | 4      | 5     |
| 9               | Польща          | 0      | 1      | 3      | 4     |
| 10              | Білорусь        | 0      | 1      | 0      | 1     |
| 10              | Швеція          | 0      | 1      | 0      | 1     |
| 12              | Німеччина       | 0      | 0      | 5      | 5     |
| 13              | Туреччина       | 0      | 0      | 2      | 2     |
| 14              | Хорватія        | 0      | 0      | 1      | 1     |
| 14              | Угорщина        | 0      | 0      | 1      | 1     |
| 14              | Словаччина      | 0      | 0      | 1      | 1     |
| Разом           | 16 держав       | 15     | 15     | 30     | 60    |